# Yuli (Bayingolin)
Yuli (en chino, 尉犁县; pinyin, Yùlí xiàn) también conocida por su nombre uigur de Lopnur (en uigur: لوپنۇر, romanizado: Lopnur; en chino, 罗布淖尔; pinyin, Luóbùnào'r) es un condado bajo la administración directa de la Prefectura Bayingolin en la Región autónoma de Sinkiang, República Popular China. Su área es de 59 km² y su población total para 2010 superó los 96 mil habitantes.

## Administración
Desde octubre de 2019, el condado Yuli se divide en 8 pueblos que se administran en 3 poblados y 5 villas.